# Бучеджія румунська
Бучеджія румунська (Bucegia romanica) — вид печіночників родини маршанцієвих (Marchantiaceae).

## Етимологія
Біноміальна назва дана по типовому місцезнаходженню — гірський масив Бучеджі на півдні Румунії.

## Поширення
Bucegia romanica поширений в альпійських та антарктичних районах Європи, Північно-Східної Азії та Північної Америки. Вид знайдений на високогір'ї Карпат (Польща, Словаччина, Україна, Румунія), на Шпіцбергені, у Росії (Якутія, Чукотка, Магаданська область), у Скелястих горах (Аляска, Британська Колумбія, Альберта).
В Україні рідкісний вид, що трапляється на високогір'ї Карпат.

## Опис
Слань 0,8–5 см завдовжки і 0,3–1 см завширшки, зеленого забарвлення з пурпуровими краями. Нижня сторона слані червоно-коричнева. Кальцефіл, тобто росте на вапняках.